# NGC 5072
NGC 5072 (NGC 5070) je eliptična galaktika u zviježđu Djevici. Naknadno je utvrđeno da je NGC 5070 ista galaktika.

## Vanjske poveznice
- (engl.) SEDS: NGC 5072
- (engl.) Revidirani Novi opći katalog
- (engl.) Izvangalaktička baza podataka NASA-e i IPAC-a
- (engl.) Astronomska baza podataka SIMBAD
- (engl.) VizieR